# Барретт, Крэйг
Крэйг Барретт (англ. Craig Barrett; род. 1939) — американский бизнесмен. Больше всего известен своей многолетней карьерой в корпорации Intel, где дослужился до председателя совета директоров компании. 

## Биография
Родился 29 августа 1939 года в городе Сан-Франциско.
В 1964 году закончил Стэнфордский университет, где затем получил степень доктора наук в области материаловедения.
В 1964-65 годах стажировался в Национальной физической лаборатории Великобритании, а в 1972 году работал в Датском техническом университете.
В 1974 году Барретт начал работать в Intel, где постепенно дослужился до должности президента корпорации в 1997 году. В 1992 году вошел в совет директоров Intel.
20 июля 1999 года Барретт вошел в Национальную комиссию США по естественно-научному и математическому образованию XXI века.
3 июня 2008 года получил звание Почётного доктора Новосибирского государственного университета.
В начале 2009 года покинул Intel, полностью посвятив себя программе World Ahead и комитету ООН по развитию информационных и телекоммуникационных технологий.
С 2010 года — сопредседатель Совета Фонда «Сколково». Сопредседатель наблюдательного совета Управления компаниями проекта Инноград.

## Intel
Барретт в 1974 начал работать в Intel на позиции менеджера. Его повысили до вице-президента корпорации в 1984 году, до старшего вице-президента в 1987 году. Барретт был выбран в совет директоров Intel в 1992 году и занял должность главного операционного директора в 1993 году. Он стал президентом Intel в мае 1997 года, главным исполнительным директором в 1998 году.

## Семья
Женат на Barbara Barrett, которая была послом США в Финляндии в 2008—2009 годах.

## Награды
- Медаль основателей IEEE (2009).
- Почётный профессор МГУ имени М. В. Ломоносова (2000)[2].
- Первый лауреат Премии Президента Республики Армения за мировой вклад в сферу информационных технологий (2010)[3][4].